# Gabriel Veron
Gabriel Veron Fonseca de Souza (ur. 3 września 2002 w Assu) – brazylijski piłkarz występujący na pozycji skrzydłowego lub ofensywnego pomocnika, od 2024 roku zawodnik Cruzeiro.
Zdobywca Złotej Piłki dla najlepszego piłkarza Mistrzostwa Świata U-17 2019.